# Kazimierz Nowacki

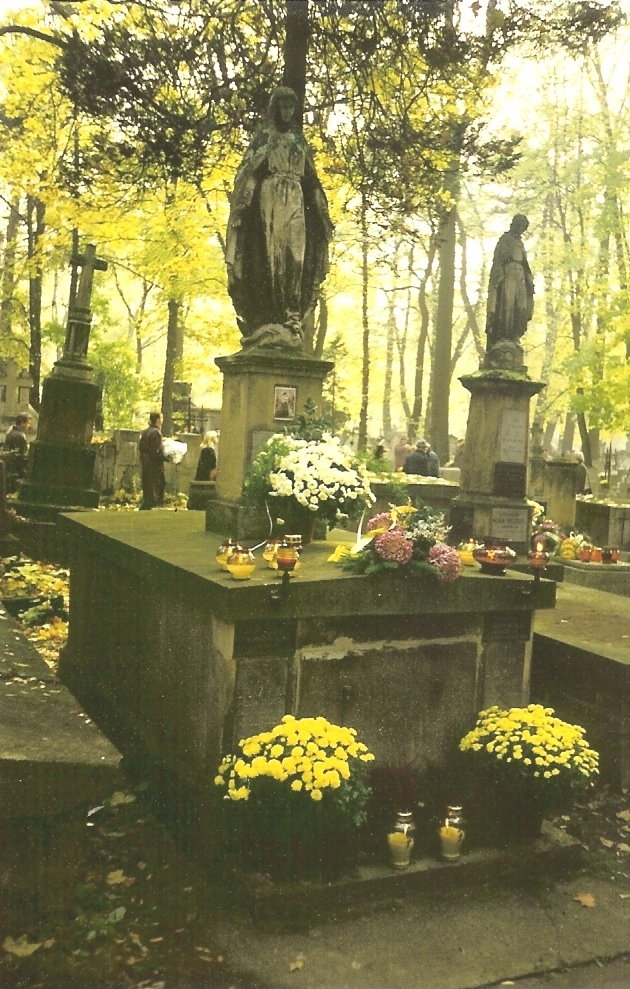
Grobowiec na cmentarzu Rakowickim, w którym pochowany jest Kazimierz Nowacki

Kazimierz Nowacki (ur. 19 listopada 1928, zm. 30 września 1996 w Krakowie) - historyk sztuki, znawca teatru, publicysta, docent dr hab., pracownik Zakładu Teatrologii UJ, wicedyrektor Muzeum UJ, dyrektor Muzeum Narodowego w Krakowie, wieloletni sekretarz, a następnie prezes Towarzystwa Przyjaciół Sztuk Pięknych w Krakowie.

## Życiorys
Jego ojciec, Mieczysław, był fryzjerem, a matka, Michalina – modniarką. W 1942 r. rozpoczął praktykę w zakładzie fotograficznym Stanisława Kolowcy przy krakowskim Muzeum Przemysłowo-Technicznym im. Adriana Baranieckiego. Po maturze w 1948 roku studiował jednocześnie dziennikarstwo na Wyższej Szkole Nauk Społecznych i historię sztuki na Uniwersytecie Jagiellońskim. Jego praca magisterska (napisana pod kierownictwem Tadeusza Dobrowolskiego) dotyczyła historii krakowskiej scenografii.
W latach 1952–1954 pracował jako zastępca konserwatora w Wydziale Kultury Miejskiej Rady Narodowej w Krakowie, a następnie do 1966 kierował pracownią fotograficzną w Pracowni Konserwacji Zabytków.
W 1966 został zatrudniony na Uniwersytecie Jagiellońskim, gdzie pracował aż do śmierci. Najpierw w Muzeum UJ, którego w latach 1978-1986 był wicedyrektorem. Od połowy lat 70. wykładał w Zakładzie Teatru Instytutu Polonistyki UJ. 
W latach 1986-1989 uczyniono go dyrektorem Muzeum Narodowego w Krakowie. Ta nominacja miała oczyścić atmosferę powstałą wokół instytucji po wykryciu kradzieży dokonywanych w magazynach dzieł sztuki MNK.
Kazimierz Nowacki działał też w Towarzystwie Przyjaciół Sztuk Pięknych i Stowarzyszeniu Historyków Sztuki.
Choć Kazimierz Nowacki pracował na UJ to stopnie naukowe zdobywał na Politechnice Krakowskiej kolejnymi pracami o architekturze krakowskich teatrów. Zajmował się też przedstawieniami pasyjnymi w Kalwarii Zebrzydowskiej, scenografią Stanisława Wyspiańskiego, sztuką ludową i Teatrem Żydowskim w Krakowie. W wielu wypadkach jego opracowania miały charakter pionierski.   
Po śmierci Ignacego Trybowskiego w 1994 r. objął funkcję prezesa Towarzystwa Przyjaciół Sztuk Pięknych w Krakowie. W najtrudniejszej od lat sytuacji tej instytucji musiał zmagać się z trudnościami, które podkopały jego zdrowie. Zmarł 30 września 1996 i został pochowany na cmentarzu Rakowickim w Krakowie (pas 45, rząd zachodni).